# Şebnem Ferah
Şebnem Ferah (Yalova, 12 april 1972) is een Turkse rockzangeres.

## Biografie
Sebnem Ferah werd geboren op 12 april 1972 in Yalova, een stad in het westen van Turkije.
Op de basisschool kreeg ze solfège- en instrumentlessen. Ze nam heel vaak deel aan de schoolorkesten en trad op met verschillende kleine groepjes, onder andere Pegasus. In deze jaren was haar wens een rockgroep te starten die alleen uit meisjes bestond. Na een paar jaar kwam haar droom uit en richtte ze in 1988 de rockgroep Volvox op die dus alleen uit meisjes bestond. Sebnem Ferah was de zangeres en de gitarist van de groep. Ze traden op bij rockfestivals in Bursa, de stad waar Sebnem het voortgezet onderwijs volgde, en gaven nog een paar concerten om ervaring op te doen.
Ondertussen werden ze ouder en moesten ze verder studeren. Alle meiden van de band gingen naar Istanboel, behalve Sebnem, zij ging naar Ankara om economie te studeren. In Ankara bleef ze 2 jaar waarin ze niet veel muziek kon maken. Hierdoor kon ze zich ook niet richten op haar studie want haar grootste passie was muziek. Ze vond dat dit niet zo verder kon en besloot naar Istanboel te gaan om weer met haar band muziek te maken. Ze zou haar opleiding afmaken in Istanboel. Hier ging ze op Universiteit van Istanboel Engelse taal en cultuur studeren. Tegelijkertijd begon ze weer met de optredens. Tussen de jaren 1992 – 1994 hebben de meiden getoerd door Turkije en ook in Istanboel hebben ze een concert gegeven samen met de belangrijkste metalgroep van Turkije ‘Pentagram’. Deze jaren waren zeer succesvol voor de meiden. Ze waren zelfs zo ver gekomen dat ze hadden besloten een album te maken. De nummers, die in het Engels waren, lagen al klaar, maar op de een of andere manier lukte het niet om het album uit te brengen. Ook kwam er onrust tussen de meiden en Özlem Tekin (Keyboard) besloot solo te gaan waardoor de periode van ‘Volvox’ afgelopen was.
Sebnem was natuurlijk niet van plan om het hierbij te laten. Ook zij besloot een begin te maken aan haar solocarrière. Ze kreeg veel steun van de popdiva Sezen Aksu. In 1994 begon ze dus aan haar soloalbum samen met Iskender Paydas (producer), Tarkan Gozubuyuk (bassist van Pentagram) en Demir Demirkan (gitarist van Pentagram). Na 2 jaar wachten bracht ze haar eerste album Kadin (Vrouw) uit op 15 november 1996. Dit was een zeer belangrijke dag in de geschiedenis van de Turkse rockmuziek, want tot die tijd was rock nog underground maar dit album, dat voornamelijk uit hardrock nummers en ballads bestond, was meteen een succes geworden wat toentertijd zeer bijzonder was voor de muziekindustrie in Turkije. Die werd namelijk helemaal beheerst door popmuziek en andere soort traditionele Turkse muziek. Het was vooral ook indrukwekkend dat een vrouw die met haar eigen geschreven opstanderige teksten en muziek de industrie binnen kwam stromen. Zoiets waren de mensen niet gewend. Maar Sebnem Ferah had genoeg zelfvertrouwen en was ervan overtuigd dat het haar zou lukken om zichzelf te laten zien.
Ze bracht 4 singles uit, uit dit album waarvan alle 4 de songs een grote hit werden.
Na het grote succes van haar eerste album heeft ze de soundtracks van “The Little Mermaid” gezongen (Turkse versie) en heeft ze de ‘mermaid’ nagesynchroniseerd.
Halverwege 1999 kwam het tweede album ‘Artik Kisa cumleler kuruyorum’ uit. Ook voor dit album had ze met dezelfde muzikanten gewerkt als voorheen. De eerste single uit dit album was ‘Bugun’ die ze voor haar zus, die in 1998 was overleden, had geschreven. Met dit nummer trok ze weer de aandacht van de mensen, maar het succes was lang niet te vergelijken met de hits van haar vorige album.
De achterliggende reden was dat ze niet de mogelijkheid had gekregen om het album te promoten. In augustus 1999 had er namelijk een grote aardbeving plaatsgevonden in Turkije waarbij veel gewonden waren gevallen, waaronder de vader van Sebnem Ferah. Hierdoor had Sebnem zich een tijdje lang teruggetrokken uit de muziekindustrie.
Pas na 9 maanden draaide er een nieuwe videoclip op muziekzenders. Met deze was de periode van dit album beëindigd en begon Sebnem te werken aan een nieuw album. In 2001 kwam het derde album uit. Dit was een beetje anders dan haar vorige albums. Dit keer had ze gewerkt met de muzikanten waarmee ze samen concerten gaf en had ze zelf het producerschap overgenomen. Daarnaast had ze een nummer met de beroemde Finse covergroep Apocalyptica opgenomen. De eerste videoclip kwam voor het nummer ‘Perdeler’, zo heette trouwens ook haar album.
Haar tweede single was ‘Sigara’ die ook een grote hit werd. Het sprak namelijk ook mensen aan die niets met rockmuziek te maken hadden. Het is een rustig lied met een rustgevende melodie. Dit was tevens de laatste clip van dit album. In 2003 bracht ze haar vierde album, ‘Kelimeler yetse’, uit. Hoewel dit album erg vrouwelijk werd gevonden door de meeste muziekcritici waren de kritieken over het algemeen erg positief. Het werd een ‘vrouwelijk’ album gevonden omdat de nummers over de gevoelens van een bedrogen vrouw gingen. Met dit album kreeg Sebnem ook de kans om door heel Turkije te toeren en zo haar publiek te vergroten.
Ondertussen verscheen ze ook in verschillende reclames zoals van Fanta, Pepsi etc. en nam ook deel aan de albums van onder andere Tarkan, Sezen Aksu en Sertab Erener als achtergrondzangeres. Ook heeft ze verschillende duetten opgenomen met verschillende artiesten.
Tot op de dag van vandaag is Sebnem op haar eigen pad gebleven en heeft op 5 juli 2005 haar vijfde, album ‘Can Kiriklari’ uitgebracht. Voordat dit album uitkwam was de wens van de fans een hardere sound. Daar had Sebnem zich ook aan gehouden. Daarnaast had ze haar stem beter gebruikt en liet haar zangkwaliteit duidelijk horen, het leek wel een concertalbum, de meeste liedjes had ze in een keer gezongen en opgenomen.
Dit keer was de producer Tarkan Gözübüyük waarmee ze eerder ook had gewerkt. (Deze was ook de producer van de rockgroep ‘Mor ve Otesi’ die in 2004 de rockmuziek wakker maakte in Turkije met hun album vol met hits. Ook hebben ze een concert gegeven in Amsterdam Paradiso. )

## Discografie
- Kadın (1996)
- Artık Kısa Cümleler Kuruyorum (1999)
- Perdeler (2001)
- Kelimeler Yetse (2003)
- Can Kırıkları (2005)
- İstanbul, concert maart 2007 (dvd en CD)(2007)
- Benim adım orman (2009)

- Library of Congress Control Number: n2012058601
- MusicBrainz: 4e6a53e1-e27e-4cf0-9f6e-b51fc0335d0a
- Virtual International Authority File: 268986191
- WorldCat: E39PBJf8xCJrfDrtHbCHPxyWXd